# Den sista vargen
Den sista vargen är ett album från 1980 av James Hollingworth. Till skillnad från Hollingworths mest kända alster består det inte av barnsånger.

## Låtlista
1. "Den sista vargen"
2. "Kalle"
3. "Nu ska jag skaffa mig en plog"
4. "På femtiotalet"
5. "Vem kommer långsamt"
6. "Jag längtar mer"
7. "Amsterdam"
8. "Puhs hus"
9. "Inget bageri"
10. "Du kom sent i säng"
11. "Sömnlösa nätter"